# Matthias Müller (voetballer)
Matthias Müller (Dresden, 18 oktober 1954) is een voormalig voetballer uit Oost-Duitsland, die speelde als middenvelder.

## Clubcarrière
Müller speelde zijn gehele loopbaan voor Dynamo Dresden. Met die club won hij drie keer de landstitel en eenmaal de nationale beker van de DDR. Na de winterstop van het seizoen 1980/81 werd hij door de Oost-Duitse autoriteiten uitgesloten van verdere deelname aan de DDR-Oberliga, omdat Müller vluchtgevaarlijk zou zijn. Hetzelfde lot trof zijn collega-voetballers Gerd Weber en Peter Kotte.

## Interlandcarrière
Müller speelde in totaal vier officiële interlands voor het voetbalelftal van de Duitse Democratische Republiek. Onder leiding van bondscoach Georg Buschner maakte hij zijn debuut op 7 mei 1980 in de vriendschappelijke wedstrijd tegen Sovjet-Unie (2-2) in Rostock, net als Frank Uhlig (FC Karl-Marx-Stadt), Martin Trocha (FC Carl Zeiss Jena), Jürgen Bähringer (FC Karl-Marx-Stadt), Dieter Strozniak (HFC Chemie), Jürgen Heun (Rot-Weiß Erfurt). Met de nationale ploeg won Müller de zilveren medaille bij de Olympische Spelen in 1980 in Moskou.

## Erelijst
Dynamo Dresden
- DDR-Oberliga

1976, 1977, 1978
- Oost-Duitse beker

1977